# Anatómia (film)
Az Anatómia (eredeti címe: Anatomie) egy 2000-ben bemutatott német horrorfilm, amelyet Stefan Ruzowitzky rendezett. A produkció főszerepében Franka Potente és Benno Fürmann.
A film premierjét 2000. február 3-án mutatták be Németországban, és szeptember 8-án az Egyesült Államokban. Magyarországon nem vetítették a mozikban, hanem videokazettán volt elérhető 2001. március 29-től.
A produkciónak készült második része is Anatómia 2. címmel, amit 2003-ban mutattak be.

## Cselekmény
Paula orvostanhallgató helyet nyer egy nyári kurzuson a Heidelbergi Egyetemen, ahol nagyapja neves professzor volt. Az egyik anatómiaórán a boncasztalán felbukkan David holtteste, egy fiatalemberé, akivel Paula a Heidelbergbe tartó vonaton találkozott. Paula oktatója, Grombek professzor megalázza őt azzal, hogy neki kell felboncolni a szívét. Paula megállapítja, hogy David testén furcsa bemetszések vannak, és úgy dönt, hogy utánajár a halála rejtélyes körülményeinek. Miközben nekilát, hogy levágjon egy mintát egy független vizsgálathoz, három "A" jelet vesz észre David bokáján. 
Paula felfedez egy ősi titkos szervezetet, az Anti-Hippokratikus Társaságot. A szervezet hátborzongató kísérleteket végez az általuk nemkívánatosnak tartott élő embereken. Paula olyan rituálékat is talál, amelyeket a szabályaik megszegőin, vagy azokon végeznek, akik túl sokat kérdezősködnek. Egy éjszaka Paula az ágyán ülve észreveszi, hogy azt vérbe áztatták, és alatta gyertyák égnek, a Társaság figyelmeztető jeleként. Riadtan rátámad Heinre, aki vigasztalódni jött, miután barátnője Gretchen kikezdett egy másik férfival, Phillel. A beszélgetést Casper, Paula kiszemeltje, zavarja meg, majd sértődötten távozik. 
Gretchen és Phil a hullaház egyik termében készülnek szeretkezni, azonban Hein féltékenységében dühében mindkettejüket módszeresen megöli. Amikor Paula másnap megpróbálja megosztani Heinnel a Társasággal kapcsolatos felfedezéseit, a férfi fenyegetően közli vele, hogy túl sokat tud. Grombek professzor felfedi Paula előtt, hogy a nagyapja nemcsak tag volt, hanem a gyógyszer, amit kifejlesztett, náci koncentrációs táborokban végzett kísérleteinek eredménye. Mire a lány a kórházba ér, hogy kérdőre vonja nagyapját, a férfi meghal.
A Társaság gyűlésén Hein nem mutat megbánást a gyilkosságok miatt, és dacosan vállalja, hogy a Társaság megbüntesse. Grombek mégis értesíti a hatóságokat Hein letartóztatására. Mialatt Paula megsemmisíti a nagyapjának adott diplomákat, Hein megöli Grombeket a házában. Paula visszatér az iskolába, de Hein és bűntársa, Ludwig csapdába csalja. Miközben előkészítik őt a konzerválásra, Casper lopva kiszabadítja a lányt. Paula elteszi láb alól Ludwigot, Hein pedig áramütésben meghal.

## Szereplők
| Szerep             | Színész                   | Magyar hangja       |
| ------------------ | ------------------------- | ------------------- |
| Paula Henning      | Franka Potente            | Madarász Éva        |
| Hein               | Benno Fürmann             | Markovics Tamás     |
| Gretchen           | Anna Loos                 | Oroszlán Szonja     |
| Caspar             | Sebastian Blomberg        | Bozsó Péter         |
| Phil               | Holger Speckhalm          | Tóth Roland         |
| Grombek professzor | Traugott Buhre            | Dengyel Iván        |
| Ludwig             | Oliver Wnuk               | n.a                 |
| David              | Arndt Schwering-Sohnrey   | Harsányi Bence      |
| Franz              | Andreas Günther           | Molnár Levente      |
| Gabi               | Antonia Cäcilia Holfelder | Simonyi Piroska     |
| Dr. Henning        | Rüdiger Vogler            | Végh Ferenc         |
| Frau Henning       | Barbara M. Ahren          | Vennes Emmy         |
| Paula nagyapja     | Werner Dissel             | Juhász Tóth Frigyes |
| Bernie             | Christoph Hagen Dittmann  | Bodrogi Attila      |

## Fogadtatás
A filmet vegyes kritikák érték. A Rotten Tomatoeson 62%-os minősítést ért el 13 értékelés alapján. David Nusair a Reel Film Reviewstól azt írta: „Az [Anatómia] előzménye annyira erős és hátborzongató, hogy a filmet még a hagyományos slasher-film végkifejlete alatt is a levegőben tartja.” „Német készítésű horror/slasher film, amely ahogy erősödik, annyira kényelmetlenül érzi magát a néző”, írta róla Dennis Schwartz. Jaime N. Christley azt írta: „Persze, ez egy rossz film - egy ízléstelen, értelmetlen és időnként komolytalan szerencsétlenkedés. De ezen a szinten egész jól működik.”
A MetaCritic 33 pontot adott a 100-ból 4 vélemény alapján. Derek Elley a Varietytől azt írta: „Egy fantasztikus tombolás lendületes tempóval, egzotikus helyszínekkel, ujjongó zenével, vonzó főszereplőkkel és pikáns főzési bemutatókkal.” Jonathan Foreman szerint a New York Posttól: „Még a kortárs thrillerek alacsony színvonalához képest is elcsépelt és nehézkes.” Stephen Holden a New York Timestól azt írta: „A durván angolra szinkronizált filmből hiányzik az amerikai elődök harsány, mindent a sokkért farsangi humora. A vége után az egyetlen kérdés, amit érdemes feltenni, hogy vajon a kedves, hangulatos, öreg Heidelberg túléli-e a rágalmakat.”
A Box Office Mojo szerint a produkció 10,5 millió dolláros bevételt ért el, a költségvetésről nincs adat.